# Mai 1889

## Événements
- La journée du 1er mai est choisie, par les groupes syndicaux de travailleurs, comme symbole de la lutte des travailleurs d'Europe et d'Amérique à la suite des manifestations sanglantes américaines des 1er mai 1886 et 1887.

- 2 mai : le traité d'Uccialli (ou Wichale) établit le protectorat théorique de l’Italie sur l’Éthiopie. Ménélik II, appuyé par les troupes italiennes, qui avait négocié avec le négus Yohannès IV un droit de succession, consacre la pénétration de l’Italie en Érythrée, au nord du Mareb. Rome reconnaît le nouvel empereur.

- 3 mai - 6 juin : grève générale des mineurs en Allemagne. Alors que Bismarck défend la répression (intervention de l’armée), Guillaume II préfère la négociation. L’empereur impose son point de vue et les mineurs obtiennent gain de cause.

- 6 mai : ouverture de l'Exposition universelle de Paris de 1889, France.
- 16 mai, Canada : incendie au Quartier Saint-Sauveur (Québec).
- 31 mai : au Royaume-Uni, les Communes adoptent le Naval Defence Act, loi de défense qui garantit le financement d’une marine nationale qui sera la première du monde.

## Naissances
- 4 mai : Francis Spellman, cardinal américain, archevêque de New York († 2 décembre 1967).
- 6 mai : Lioubov Popova, styliste et peintre russe († 25 mai 1924).
- 11 mai : Paul Nash, peintre et graveur sur bois britannique († 11 juillet 1946).
- 23 mai: Ferruccio Baruffi, peintre italien († 19 octobre 1958).
- 26 mai : Victor Linart, coureur cycliste belge († 23 octobre 1977).

## Décès
- 8 mai : Jean-Baptiste-Zacharie Bolduc, missionnaire.
- 13 mai : Louis-Pierre Spindler, peintre, illustrateur et dessinateur français (° 30 juin 1800).
- 21 mai : Gaston Planté, physicien français.